# 와코 나오키
와코 나오키(일본어: 輪湖 直樹, 1989년 11월 26일 ~ )는 일본의 전 축구 선수이다.

## 구단 경력
그는 2008년부터 2022년까지 J리그의 방포레 고후, 도쿠시마 보르티스, 미토 홀리호크, 가시와 레이솔, 아비스파 후쿠오카에서 활동하였다.